# 인간 지식의 원리론

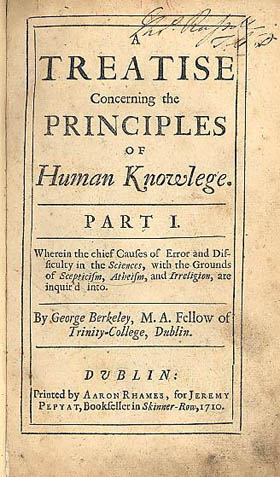

⟪인간 지식의 원리론⟫(A Treatise Concerning the Principles of Human Knowledge)은 아일랜드의 철학자이자 성공회 주교인 조지 버클리가 1710년에 출판한 책이다. 이 책에는 서론과 제1부밖에 없는데, 그 가운데에서 유심론적 경험론을 설명하고, 후년의 신플라톤주의적인 형이상학의 조짐도 보이고 있다. 데이비드 흄의 경험론 철학에 깊은 영향을 끼쳤다.

## 같이 보기
- 아 프리오리와 아 포스테리오리